# Lydella interrupta
Lydella interrupta là một loài ruồi trong họ Tachinidae.